# 山形県教育委員会
山形県教育委員会（やまがたけんきょういくいいんかい）は、山形県の教育委員会である。

## 概要
山形県内の教育に関する事務を所掌する行政委員会であり、6人の委員で構成される。近年は、学力向上、高校改革などの教育改革に取り組んでいる。
広義では、執行機関である教育委員会事務局を含めて、教育委員会と呼ぶこともある。教育委員会の事務の執行責任者であり、事務局の長である教育長は、平成27年度の改正地方教育行政法に伴う新教育委員会制度に基づき、平成28年度より県教育長と県教育委員長のポストが1本化された。2017年4月現在の教育長は、廣瀬渉。

## 組織
- 総務課
- 文化財・生涯学習課
  - 生涯学習振興室
- 義務教育課
  - 特別支援教育室
- 高校教育課
  - 高校改革推進室
- 福利課
- スポーツ保健課　
  - 競技スポーツ推進室
- 全国高校総体推進課
- 教職員課(平成29年度より総務課教職員室から格上げ)

## 所在地
- 〒990-8570　山形県山形市松波2-8-1

## 市町村教育委員会
- 山形市教育委員会

## 参考・外部リンク
- 山形県教育委員会